# Copa Triangular de Concordia
En el marco de preparación para la Liga Nacional de Básquetbol se juega el Triangular organizado por la Asociación de Integración de Actividades Deportivas, Recreativas y Sociales (AIADRES) de Concordia, Entre Ríos.
Del Triangular fueron de la partida los clubes Peñarol de Mar del Plata, Independiente de Neuquén, recientemente ascendido a la Liga Nacional de Básquetbol, y el Club de Regatas Corrientes.
La competencia, que se desarrolló en los estadios Ferrocarril y Estudiantes de Concordia, comenzó el 31 de agosto y se prolongó hasta el 2 de septiembre de 2007.

## Campeón
- Campeón Regatas Corrientes.[1]

## Resultados
- Regatas vs Peñarol: 86-51
- Independiente vs Peñarol : 95-88.

## Posiciones
| Equipo                   | Pts | PJ | PG | PP | DP  |
| ------------------------ | --- | -- | -- | -- | --- |
| Regatas Corrientes       | 2   | 1  | 1  | 0  | +35 |
| Independiente de Neuquén | 2   | 1  | 1  | 1  | +7  |
| Club Atlético Peñarol    | 2   | 2  | 0  | 2  | -42 |